# Эски-Керменская базилика
Эски-Керменская базилика — руины главного (соборного) храма Эски-Кермена, по мнению Н. И. Репникова — первой столицы средневекового государства Дори, построенного в VI веке (по другой версии, в VIII веке) и прекратившего существование вместе с гибелью города в XIV веке. Находится на самой высокой точке плато, примерно трёхстах метрах к северу от городских ворот, на бывшей главной площади города.

## Описание
Размеры и планировка памятника были установлены в ходе археологических раскопок под руководством Ф. И. Шмита и Н. И. Репникова в 1930 году. Трёхнефная базилика имела габариты 23,6 м на 13,4 м. Стены панцирной кладки из местного известняка с забутовкой на известковом растворе имели разную толщину и несут следы многочисленных перестроек. Сильно выступающая на восток алтарная часть с тремя пятигранными апсидами, была сложена из тщательно обработанного с лицевой стороны камня. Главный вход был с западной стороны и вёл в притвор. Существовал также впоследствии заложенный второй вход в северный неф. Три двери из притвора вели в средний и боковые нефы. Наос разделялся на нефы колоннадами по шесть мраморных колонн в каждом ряду, увенчанных капителями. Квадратный главный зал, размерами 12 на 12 метров, отделялся от алтаря невысокой преградой-балюстрадой из квадратных колонок с капителями, украшенными листьями лотоса, с вертикальными плитами между ними. Просветы поверх плит венчались орнаментированной аркой архивольта. Вся преграда была украшена резным ленточным плетением и раскрашена красной краской. Пол первоначально был выстлан квадратными плитками красного песчаника, при перестройке после гибели здания в пожаре заменённых на известняковые плиты. Крыша устроена на деревянных балках покрытых черепицей. Боковые стены имели арочные оконные проёмы. Внутри храм был оштукатурен и расписан фресками, выполненными розовой, зелёной, жёлтой, красной и чёрной красками, от которых остались разрозненные фрагменты.
В наше время Эльзара Хайрединова, анализируя обмеры найденных при раскопках центральной площади блоков внешнего панциря западной стены базилики, предложила реконструкцию западного фасада и вычислила его примерную высоту, которая могла составлять 7,5—8,0 м

## История
Ввиду отсутствия каких-либо письменных источников о базилике и бедности (практически — отсутствию) культурного слоя, история храма устанавливается по результатам анализа строения и косвенным свидетельствам, типа документов о восстании Иоанна Готского и общеисторических данных о Крыме того времени. Храм за время своего существования несколько раз разрушался и восстанавливался. Считается, что базилика также пострадала от некоего землетрясения.
- План базилики, 1930 г.
- Апсиды, 1930 г.
- Апсиды, вид снаружи, 1930 г.
- Капитель базилики, 1930 г.
- Апсиды, современный вид

Александр Айбабин, анализируя способы кладки базилики, датирует её VI—VII веком, одновременно с крепостью, для федератов Византии местных алано-готов. Первая реконструкция, по его мнению, была проведена в VIII веке, связывая её с увеличением населения с конца VII века. Елена Паршина и Юрий Лосицкий, также по характеру кладки стен, сделали вывод, что храм построен в VIII веке и имел два периода строительства. По их мнению форма апсид и декоративное решение всей перестроенной части соответствуют XII—XIV веку. Николай Репников также определял два строительных периода.
Предполагается, что отряды Ногая разрушили город (вероятно и базилику) при походе на Херсонес в 1298—1299 году и жилые кварталы после этого не восстанавливались. Пещерные храмы продолжали функционировать и тогда же, в конце XIII — начале XIV века к главной базилике пристроили часовню у северо-восточного угла базилики, как замену разрушенному храму для нужд уцелевшего населения и раскопанную экспедицией под руководством Елены Паршиной 1979—1980 года. В исследованном некрополе возле базилики найден самый поздний датированный артефакт Эски-Кермена — монета золотоордынского хана Узбека чеканки 1320—1341 года. Разрушенный храм жители окрестных деревень разбирали на стройматериалы и вывозили для своих нужд.

## История изучения
Первое свидетельство о базилике оставил Мартин Броневский, посетивший Эски-Кермен в 1578 году 
«Храм, украшенный мраморными и серпентиновыми колоннами, ныне простертый на земле и разрушенный, свидетельствует, что это место было некогда значительным и знаменитым»
А. Л. Бертье-Делагард, составивший план городища в 1886 году, посчитал, что базилика имела «одну апсиду и по четыре колонны с каждой стороны». Николай Эрнст в 1921 году, ещё до начала раскопок, за свой счёт, начал научное обследование Эски-Кермена, в том числе и базилики. Он первый связал памятник с описанным Мартином Броневским храмом и упомянул о неоднократном разграблении руин кладоискателями. В 1930 году, с 8 августа до середины сентября, Эски-Керменская (Готская) экспедиция Государственной академии истории материальной культуры имени Н. Я. Марра под руководством Ф. И. Шмита и Н. И. Репникова проводила раскопки базилики. В итоге были почти полностью открыты остатки здания и был собран основной массив данных по храму, которыми оперировали историки следующие пол века. В 1930-х годах был «закрыт готский вопрос» — на высшем уровне было принято решение считать, что готов в Крыму никогда не было, а все строения созданы автохтонным местным населением. В результате Эски-Керменская экспедиция была закрыта, некоторые учёные (Ф. И. Шмит, Н. Л. Эрнст) были репрессированы, многие документы о раскопках пропали. До 1979 года исследования базилики и, вообще Эски-Кермена, не проводились.
Раскопки были возобновлены экспедицией под руководством Елены Паршиной в 1979—1980 году. У северо-восточного угла базилики откопали часовню размерами 5,7 на 3,7 м, построенную из бутового камня средней величины со сложенными из тёсаных блоков углами и покрытыми фресками стенами. Также были открыты наружный панцирь северной стены и пристроенные снаружи усыпальницы — всё остававшееся под землёй после раскопок 1930-х годов.

### Интересный факт
Существует версия, что при набеге князя Бравлина в 790 году был разграблен, в числе прочих, и храм в Эски-Кермене. Когда, после крещения, Бравлин вернул награбленное, эти средства могли пойти на перестройку базилики.